# Micrurus hippocrepis
Espèce
Synonymes
- Elaps hippocrepis Peters, 1862

Statut de conservation UICN

 LC  : Préoccupation mineure
Micrurus hippocrepis est une espèce de serpents de la famille des Elapidae.

## Répartition
Cette espèce se rencontre au Guatemala et au Belize.

## Publication originale
- Peters, 1862 "1861" : Über neue Schlangen des Königl. zoologischen Museums: Typhlops striolatus, Geophidium dubium, Streptophorus (Ninia) maculatus, Elaps hippocrepis. Monatsberichte der Königlichen preussischen Akademie der Wissenschaften zu Berlin, vol. 1861, p. 922-925 (texte intégral).